# Ulica Łaciarska we Wrocławiu
Ulica Łaciarska – jedna z ulic ścisłego średniowiecznego centrum Wrocławia (Stare Miasto), równoległa do wschodniej pierzei Rynku i położona od niej ok. 170 m na wschód.
Pierwotnie nazwa Altbussergasse, odnosząca się do łataczy obuwia (określanych też mianem Altbesserer lub Altbüßer) odnosiła się do północnego odcinka tej ulicy, między dzisiejszą ul. Wita Stwosza a placem Nankiera. Jej przedłużenie w kierunku południowym nazywane było czasem „z tyłu [kościoła] św. Marii Magdaleny”, później zaś Pfnorrgasse durchauß, Ensiedlergasse, Hintere Brustgasse. Na południowym końcu ulicy znajdowała się w wewnętrznej linii umocnień furta Pfnorra (Pfnorr Pforte), a za nią – kładka przez Czarną Oławę.
Według zachowanych źródeł z początków XV wieku przy ulicy Łaciarskiej łatacze obuwia byli w mniejszości; mieszkali tu głównie kotlarze, nożownicy, ślusarze, blacharze i przedstawiciele innych zawodów związanych z obróbką metali (łącznie 42 rzemieślników), a także stolarze, cieśle i inni pracujący z drewnem (łącznie 14). Oprócz nich mieszkało tu 14 rzemieślników przetwarzających skóry (głównie kuśnierze).
W czasie oblężenia Festung Breslau wiosną 1945 część zabudowy Starego Miasta, w tym ulicy Łaciarskiej, legła w gruzach i później, w latach 60., odbudowana została tak, że przerwana została jej ciągłość na odcinku ok. 110 metrów pomiędzy Kotlarską i Wita Stwosza. W związku z tym składa się dziś ona z dwóch rozłącznych odcinków: północny liczy od pl. Nankiera do Kotlarskiej około 180 metrów, a południowy od Wita Stwosza do trasy W-Z – ok. 310 metrów.

## Zabytki
Przy ulicy Łaciarskiej położonych jest kilka zabytków wpisanych do rejestru wojewódzkiego. Są to:
- kamienica z XVIII w. (Łaciarska 28)[5],
- kamienica z połowy XVI w. (Łaciarska 31)[6],
- kamienica z połowy XVIII w. (Łaciarska 32)[7],
- plebania kościoła pw. św. Wincentego z 1884 r. (Łaciarska 34)[8],
- Pałac Schlegenbergów z końca XVIII w. (Łaciarska 35)[9].